# Lett lat
A lat (lettül: lats, többes számban lati) Lettország hivatalos pénzneme volt 2013. december 31-ig, amikor felváltotta az euró.

## Története
Az 1918-ban kikiáltott független Lett Köztársaságban még nem volt nemzeti pénznem. Különböző devizák (a szovjet rubel, a német márka, a birodalmi márka, a cári rubel és a Duma rubele, valamint a különböző városok által kibocsátott helyi bankjegyek) váltak fizetőeszközökké. 1918. december 11-én a lett állam a kusza helyzeten valamelyest orvosolandó rögzített átváltási árfolyamot vezetett be három külföldi, forgalomban lévő pénz között.
1919. március 22-én a lett ideiglenes kormány engedélyt adott a pénzügyminiszternek saját nemzeti bankjegyek kibocsátására megalapozva Lettország önálló pénzügyi politikáját. Az 1919. április és 1922. szeptember között kibocsátott címletek a lett rubel névre hallgattak, váltópénzük a kopejka volt. A lett rubel 1, 5, 10, 25, 50, 100, 500 rubeles és 5, 10, 25 és 50 kopejkás címletű papírpénzként jelent meg. Valamennyi címletet lett alkotók tervezték.
1922. augusztus 3-án a miniszterek tanácsa pénzügyi szabályozásokat vezetett be. Ettől fogva a hivatalos pénznem a lett lat lett, amelynek 100 santīmssal volt egyenlő. Mindazonáltal a lett rubel továbbra is forgalomban maradt (1 lat megfelelt 50 rubelnek). Az új pénz bankjegyei a 10, 20, 25 és 50 lat címletben voltak elérhetők. Az 1, 2, 5, 10, 20 és 50 santīmsos, valamint az 1, 2 és 5 latos címlet fémpénz volt. A bankjegyeket a hamisítás ellen küzdve a legkorszerűbb biztonsági technológiákkal kívánták ellátni, így az Egyesült Királyságban nyomták egészen 1938-ig, tervezőik is britek voltak. Az érméket viszont három lett alkotó tervezte.
1922. szeptember 2-án megalakult a Lett Nemzeti Bank, amely a későbbiekben az ország pénzügyi politikáját alakította. November 2-án az ország nemzetközi fizetőképességét javítva, viszont komoly inflációt gerjesztve ideiglenes 500 latos címletet vezetett be a korábbi bankjegyek felülbélyegzésével. A 100 latos papírpénzt 1923-ban dobták piacra. A pénzügyminiszter továbbá 5, 10 és 20 lat címletben kincstárjegyeket, 1, 2, 5, 10, 20 és 50 santīms, valamint 1, 2 és 5 lat kincstári érméket is kibocsátott.
1940. június 17-én Lettországot a Vörös Hadsereg csapatai szállták meg, majd augusztus 5-én a informálisan Szovjetunióhoz csatolták. 1940. október 10-én pedig a Lett Nemzeti Bank is a Szovjet Nemzeti Bank részévé vált. Az 1940. november 25-ei döntés alapján az átváltási árfolyam a szovjet rubel és a lett lat között az 1–1 arány lett. 1941. március 25-én megszűnt a lett lat, amelyet ezután már beváltani se nagyon lehetett, ám a II. világháborút követően a szovjet hatóságok tiltották a birtoklását. Lettország német megszállása idején – átmenetileg – a fizetőeszköz a birodalmi márka lett, amely 10 szovjet rubelnek felelt meg.
1987-ben a Szovjet Nemzeti Bank lett központját Lett Központi Bank névre keresztelték át, de az önálló bankjegynyomás jogát nem kapta meg. 1990. március 2-án a Lett SzSzK Központi Bizottsága úgy döntött önálló jegybankot állít fel a Lett SZSZK-ban.
1990. július 31-én a Lett Nemzeti Bank úgy döntött, hogy újra bevezeti a nemzeti valutát, ám erre csak 1992. május 4-én ideiglenesen ("lett rubel"), 1993-ban pedig véglegesen kerül sor. Az új lat megfelelt 200 lett rubelnek.
2005. május 2-án a lett lat belépett az ERM–2 rendszerébe. Az euró bevezetést 2008. január 1-re tervezték, ám a céldátum tarthatatlannak bizonyult. Az Európai Bizottság 2013. június 5-én javasolta az Európai Tanácsnak, hogy Lettország 2014. január 1-jén csatlakozzon az euróövezethez.

## Érmék
Érdekesség, hogy az összes érme külföldön, nagyrészt Németországban készült. Az 1 latosból minden évben más előlappal hozzák forgalomba.
| Kép | Névérték  | Műszaki paraméterek | Műszaki paraméterek | Műszaki paraméterek | Leírás                                 | Leírás                                |
| Kép | Névérték  | Tömeg               | Átmérő              | Összetétel          | Előlap                                 | Hátlap                                |
| --- | --------- | ------------------- | ------------------- | ------------------- | -------------------------------------- | ------------------------------------- |
|     | 1 santim  | 1,60 g              | 15,65 mm            | rézzel bevont acél  | érték számmal és betűvel               | LATVIJAS REPUBLIKA, Lettország címere |
|     | 2 santim  | 1,90 g              | 17 mm               | rézzel bevont acél  | érték számmal és betűvel               | LATVIJAS REPUBLIKA, Lettország címere |
|     | 5 santim  | 2,5 g               | 18,5 mm             | réz, cink, nikkel   | érték számmal és betűvel               | LATVIJAS REPUBLIKA, Lettország címere |
|     | 10 santim | 3,25 g              | 19,90 mm            | réz, cink, nikkel   | érték számmal és betűvel               | LATVIJAS REPUBLIKA, Lettország címere |
|     | 20 santim | 4 g                 | 21,50 mm            | réz, cink, nikkel   | érték számmal és betűvel               | LATVIJAS REPUBLIKA, Lettország címere |
|     | 50 santim | 3,5 g               | 18,8 mm             | kuprónikkel         | fenyő, érték számmal és betűvel        | LATVIJAS REPUBLIKA, Lettország címere |
|     | 1 lat     | 4,8 g               | 21,75 mm            | kuprónikkel         | hal, érték számmal és betűvel          | LATVIJAS REPUBLIKA, Lettország címere |
|     | 2 lat     | 6 g                 | 24,35 mm            | kuprónikkel         | szarvasmarha, érték számmal és betűvel | LATVIJAS REPUBLIKA, Lettország címere |

## Bankjegyek
Az összes bankjegynek 130 mm × 65 mm a mérete.
| Kép    | Kép    | Névérték | Értéke euróban | Szín   | Leírás                 | Leírás                           |
| Előlap | Hátlap | Névérték | Értéke euróban | Szín   | Előlap                 | Hátlap                           |
| ------ | ------ | -------- | -------------- | ------ | ---------------------- | -------------------------------- |
|        |        | 5 lati   | 7,11 €         | zöld   | tölgyfa                | díszítések                       |
|        |        | 10 latu  | 14,23 €        | ibolya | Daugava folyó          | hagyományos lett hajlított tárgy |
|        |        | 20 latu  | 28,46 €        | barna  | hagyományos lett házak | díszítések                       |
|        |        | 50 latu  | 71,14 €        | kék    | hajó                   | Riga város kulcsa                |
|        |        | 100 latu | 142,29 €       | vörös  | Krišjānis báró         | Lielvārde város öve              |
|        |        | 500 latu | 714,44 €       | arany  | lett női népviselet    | díszítések                       |